# Рак-отшельник обыкновенный
Рак-отшельник обыкновенный (лат. Pagurus bernhardus) — вид морских донных десятиногих раков из надсемейства раков-отшельников Paguroidea.

## Описание
Pagurus bernhardus обладает парой клешней, из которых правая значительно крупнее левой. Обитает в пустых раковинах брюхоногих моллюсков, при этом с ростом своего тела рак вынужден менять раковины на большие. В раковине находится постоянно задняя, покрытая мягкой кожицей часть его тела. Более крупная правая клешня рака служит для закрытия отверстия раковины в случае опасности; меньшая, левая — для охоты и собирания пищи. Раки Pagurus bernhardus всеядны, питаются также падалью. Обладают двумя парами антенн, вторая из которых гораздо длиннее первой, и двумя мощными ногами, предназначенными для быстрого передвижения. Задние ноги слаборазвиты и служат для удержания рака в раковине.
Туловище Pagurus bernhardus достигает в длину 10—12 сантиметров и имеет жёлтую, красноватую или коричневую окраску. Часто на раковине Pagurus bernhardus размещаются различные виды полипов; при этом они образуют вместе с раками своеобразный жилой симбиоз, от которого обе стороны извлекают выгоду. Раки получают дополнительную защиту со стороны полипа, последние же имеют теперь возможность перемещаться вместе с отшельником к новым местам пропитания.
Согласно последним исследованиям морских зоологов из Великобритании установлено, что раки вида Pagurus bernhardus чувствуют боль и обладают способностью запоминания её и условий, при которых боль была ими испытана.

## Распространение
Раки-отшельники Pagurus bernhardus обитают в прибрежных водах Северного, Балтийского и Средиземного морей, на атлантическом побережье Европы, а также у островов Карибского моря.